# Episodi di Sacred Games (prima stagione)
La prima stagione della serie televisiva Sacred Games, composta da 8 episodi, è stata pubblicata su Netflix il 5 Luglio 2018.
| nº | Titolo originale | Regia                                 | Sceneggiatura | Pubblicazione |
| -- | ---------------- | ------------------------------------- | ------------- | ------------- |
| 1  | Ashwathama       | Vikramaditya Motwane e Anurag Kashyap | Varun Grover  | 5 Luglio 2018 |
| 2  | Halahala         | Vikramaditya Motwane e Anurag Kashyap | Smita Singh   | 5 Luglio 2018 |
| 3  | Atapi Vatapi     | Vikramaditya Motwane e Anurag Kashyap | Smita Singh   | 5 Luglio 2018 |
| 4  | Brahmahatya      | Vikramaditya Motwane e Anurag Kashyap | Vasant Nath   | 5 Luglio 2018 |
| 5  | Sarama           | Vikramaditya Motwane e Anurag Kashyap | Vasant Nath   | 5 Luglio 2018 |
| 6  | Pretakalpa       | Vikramaditya Motwane e Anurag Kashyap | Smita Singh   | 5 Luglio 2018 |
| 7  | Rudra            | Vikramaditya Motwane e Anurag Kashyap | Vasant Nath   | 5 Luglio 2018 |
| 8  | Yayati           | Vikramaditya Motwane e Anurag Kashyap | Varun Grover  | 5 Luglio 2018 |